# 赫基默縣 (紐約州)
赫基默縣（英語：Herkimer County）是美国纽约州中部的一個縣，面積3,777平方公里。2020年有人口60,139人，縣治赫基默村。該縣成立於1791年。縣名是紀念在奧里斯卡尼戰役之中戰死的尼古拉斯·赫基默。